# Bourges 1979
Albums de Magma
Mythes et Légendes : Epok IV
(2008) Live in Tokyo
(2009)
Bourges 1979 est un album live du groupe français de rock progressif Magma. Il a été enregistré le 17 avril 1979 au festival Printemps de Bourges par Francis Linon. Il est paru en 2008 sur le label Seventh Records (AKT XV).

## Liste des titres
Paroles et musique Christian Vander

### Zünd 1
1. Entrée en scène (1:06)
2. Retrovision (16:42)
3. The Last Seven Minutes (10:44)
4. Ürgon Gorgo (12:04)
5. Korusz XXVI (21:07)

### Zünd 2
1. Entrée en scène (0:30)
2. Hhaï (10:55)
3. Nono (8:14)
4. Mëkanïk Dëstruktïẁ Kömmandöh (28:32)

## Musiciens
- Christian Vander : batterie, chant
- Jean-Luc Chevalier : guitare, basse
- Michel Hervé : basse
- Klaus Blasquiz : chant, percussions
- Stella Vander : chant, piano électrique Fender Rhodes
- André Hervé : Fender Rhodes, synthétiseur
- Maria Popkiewicz : chant
- Lisa Deluxe : chant
- René "Stündëhr" Garber : présentation, saxophone, chant